# 周王二公書院

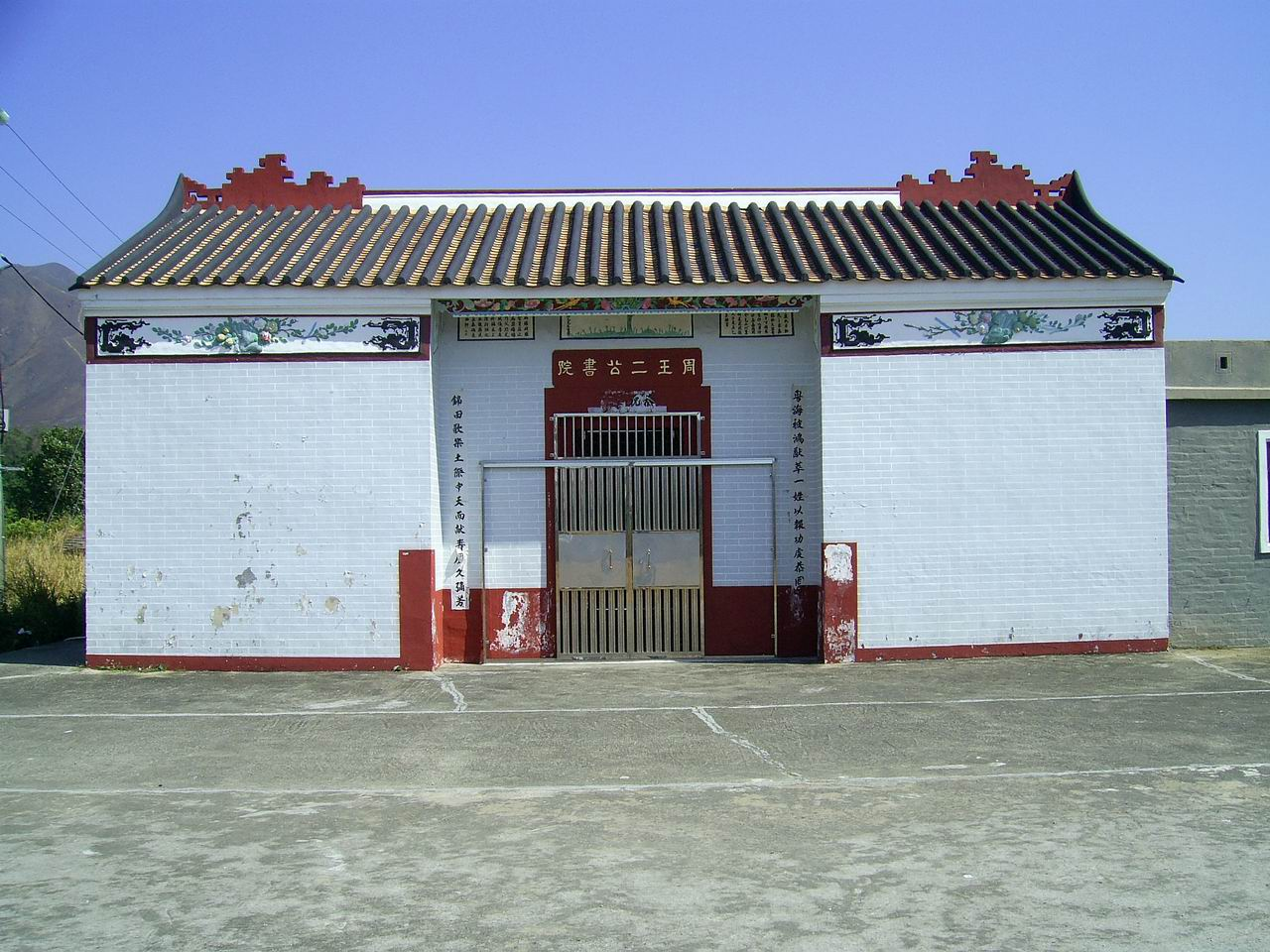
周王二公書院

周王二公書院位於香港元朗錦田水頭村內，是錦田鄉民為紀念上奏廢除遷界令有功的兩名廣東官員周有德及王來任而建的書院。建於康熙二十四年（1685年）並經過多次重修，被列為香港二級歷史建築。如錦田樹屋見證了清初遷海令香港居民的破壞及影響，周王二公書院則體現了這段歷史的結束。

## 歷史
清朝建立初期，明朝遺臣仍不斷進行反清活動，當中以據守臺灣的明鄭最具威脅。康熙元年（1662年），清政府聽從明鄭降將黃梧建議的「滅賊五策」，包括長達20年的遷海令，規定東南沿海居民內遷五十里以避免與明鄭的接觸。這些政策對打擊鄭成功的勢力成效不大，但反而導致了沿海居民流離失所，田園的荒蕪及海禁使他們盡失生計，單是新安縣沿海地帶（包括現時的香港島、九龍及新界在內）就有三分之二的居民被逼遷離。康熙四年（1665年），兩廣總督周有德及廣東巡撫王來任上疏力陳遷海令對廣東地區造成六大害，至康熙八年（1669年），清廷批准部分地區復界及容許居民回鄉居住。而福建等比較接近臺灣的地區要到1683年鄭氏政權滅亡，才廢除遷界令。
康熙二十三年（1684年），錦田居民倡議於村內建立周王二公書院作為感謝周、王二人之恩德及教育子弟。翌年，建成書院，並搭戲台酬神，舉行打醮。以後每十年一屆建醮，超度遷界亡魂及祈求平安，此習俗一直沿襲至今。

## 建築
周王二公書院為一兩進式建築，中為天階，旁有走廊，並設有廚房，與門廳毗連，正殿供奉周、王二公的神位。書院牆壁為青磚砌成，赭色門框，門楣上書「周王二公書院」金漆大字，檐墊壁畫繪有花卉諸物，門旁對聯：「粵海被鴻猷萃一姓以報功虔恭罔懈 錦田歌樂土際中天而獻壽歷久彌芳」。院前則有大片空地，為舉行太平清醮的地方。

## 外部連結
- （繁體中文） 元朗區文物徑簡介
- （繁體中文） 錦田鄉－打醮2005（页面存档备份，存于）